# CP932
CP932, Code Page 932, neboli Windows-31J je rozšíření kódování Shift-JIS vytvořené firmou Microsoft. Zahrnuje znakové sady JIS X 0201:1997, JIS X 0208:1997, speciální znaky NEC (řádek 13), NEC výběr rozšíření IBM (řádky 89-92) a rozšíření IBM (řádky 115-119). IANA používá pro toto kódování označení Windows-31J nebo csWindows31J, jeho MIB identifikátor je 2024.

## Tabulka kódování
CP932 používá jedno- a dvoubytové kódy. Kódům 0-127 a 160-223 jsou přiřazeny znaky s jednobytovými kódy, ostatní hodnoty jsou prvním bytem dvoubytových kódů. Celé kódování definuje celkem 7980 znaků. Dvoubytový znak s kódem 0x82D7 (první byte: 0x82, druhý byte: 0xD7) v CP932 odpovídá znaku U+3079 v Unicode (hiragana písmeno BE, べ).
| CP932 | CP932                        | CP932                        | CP932                        | CP932                        | CP932                        | CP932                        | CP932                        | CP932                        | CP932                        | CP932                        | CP932                        | CP932                        | CP932                        | CP932                        | CP932                        | CP932                        |
| ----- | ---------------------------- | ---------------------------- | ---------------------------- | ---------------------------- | ---------------------------- | ---------------------------- | ---------------------------- | ---------------------------- | ---------------------------- | ---------------------------- | ---------------------------- | ---------------------------- | ---------------------------- | ---------------------------- | ---------------------------- | ---------------------------- |
|       | x0                           | x1                           | x2                           | x3                           | x4                           | x5                           | x6                           | x7                           | x8                           | x9                           | xA                           | xB                           | xC                           | xD                           | xE                           | xF                           |
| 0x    | Řídicí znaky                 | Řídicí znaky                 | Řídicí znaky                 | Řídicí znaky                 | Řídicí znaky                 | Řídicí znaky                 | Řídicí znaky                 | Řídicí znaky                 | Řídicí znaky                 | Řídicí znaky                 | Řídicí znaky                 | Řídicí znaky                 | Řídicí znaky                 | Řídicí znaky                 | Řídicí znaky                 | Řídicí znaky                 |
| 1x    | Řídicí znaky                 | Řídicí znaky                 | Řídicí znaky                 | Řídicí znaky                 | Řídicí znaky                 | Řídicí znaky                 | Řídicí znaky                 | Řídicí znaky                 | Řídicí znaky                 | Řídicí znaky                 | Řídicí znaky                 | Řídicí znaky                 | Řídicí znaky                 | Řídicí znaky                 | Řídicí znaky                 | Řídicí znaky                 |
| 2x    | SP                           | !                            | "                            | #                            | $                            | %                            | &                            | '                            | (                            | )                            | *                            | +                            | ,                            | -                            | .                            | /                            |
| 3x    | 0                            | 1                            | 2                            | 3                            | 4                            | 5                            | 6                            | 7                            | 8                            | 9                            | :                            | ;                            | <                            | =                            | >                            | ?                            |
| 4x    | @                            | A                            | B                            | C                            | D                            | E                            | F                            | G                            | H                            | I                            | J                            | K                            | L                            | M                            | N                            | O                            |
| 5x    | P                            | Q                            | R                            | S                            | T                            | U                            | V                            | W                            | X                            | Y                            | Z                            | [                            | \                            | ]                            | ^                            | _                            |
| 6x    | `                            | a                            | b                            | c                            | d                            | e                            | f                            | g                            | h                            | i                            | j                            | k                            | l                            | m                            | n                            | o                            |
| 7x    | p                            | q                            | r                            | s                            | t                            | u                            | v                            | w                            | x                            | y                            | z                            | {                            | \|                           | }                            | ~                            | ŘZ                           |
| 8x    | NZ                           | První byte dvoubytového kódu | První byte dvoubytového kódu | První byte dvoubytového kódu | První byte dvoubytového kódu | První byte dvoubytového kódu | První byte dvoubytového kódu | První byte dvoubytového kódu | První byte dvoubytového kódu | První byte dvoubytového kódu | První byte dvoubytového kódu | První byte dvoubytového kódu | První byte dvoubytového kódu | První byte dvoubytového kódu | První byte dvoubytového kódu | První byte dvoubytového kódu |
| 9x    |                              | První byte dvoubytového kódu | První byte dvoubytového kódu | První byte dvoubytového kódu | První byte dvoubytového kódu | První byte dvoubytového kódu | První byte dvoubytového kódu | První byte dvoubytového kódu | První byte dvoubytového kódu | První byte dvoubytového kódu | První byte dvoubytového kódu | První byte dvoubytového kódu | První byte dvoubytového kódu | První byte dvoubytového kódu | První byte dvoubytového kódu | První byte dvoubytového kódu |
| Ax    | NZ                           | ｡                            | ｢                            | ｣                            | ､                            | ･                            | ｦ                            | ｧ                            | ｨ                            | ｩ                            | ｪ                            | ｫ                            | ｬ                            | ｭ                            | ｮ                            | ｯ                            |
| Bx    | ｰ                            | ｱ                            | ｲ                            | ｳ                            | ｴ                            | ｵ                            | ｶ                            | ｷ                            | ｸ                            | ｹ                            | ｺ                            | ｻ                            | ｼ                            | ｽ                            | ｾ                            | ｿ                            |
| Cx    | ﾀ                            | ﾁ                            | ﾂ                            | ﾃ                            | ﾄ                            | ﾅ                            | ﾆ                            | ﾇ                            | ﾈ                            | ﾉ                            | ﾊ                            | ﾋ                            | ﾌ                            | ﾍ                            | ﾎ                            | ﾏ                            |
| Dx    | ﾐ                            | ﾑ                            | ﾒ                            | ﾓ                            | ﾔ                            | ﾕ                            | ﾖ                            | ﾗ                            | ﾘ                            | ﾙ                            | ﾚ                            | ﾛ                            | ﾜ                            | ﾝ                            | ﾞ                            | ﾟ                            |
| Ex    | První byte dvoubytového kódu | První byte dvoubytového kódu | První byte dvoubytového kódu | První byte dvoubytového kódu | První byte dvoubytového kódu | První byte dvoubytového kódu | První byte dvoubytového kódu | První byte dvoubytového kódu | První byte dvoubytového kódu | První byte dvoubytového kódu | První byte dvoubytového kódu | První byte dvoubytového kódu |                              |                              |                              |                              |
| Fx    | První byte dvoubytového kódu | První byte dvoubytového kódu | První byte dvoubytového kódu | První byte dvoubytového kódu | První byte dvoubytového kódu | První byte dvoubytového kódu | První byte dvoubytového kódu | První byte dvoubytového kódu | První byte dvoubytového kódu | První byte dvoubytového kódu | První byte dvoubytového kódu | První byte dvoubytového kódu | NZ                           | NZ                           | NZ                           | NZ                           |

„ŘZ“ označuje řídicí znak, „NZ“ označuje kód ve standardu nedefinovaný.
Znak s kódem 0x5C je sice mapován na kódový bod U+005C v Unicode, ale obvykle je zobrazován jako znak yen.

## Mapování na Unicode
Následující tabulka ukazuje mapování jednobytových kódů 0x80–0xFF z CP932 na Unicode. Kompletní mapování včetně dvoubytových kódů (jejichž úvodní byte je v tabulce označen „DBCSLB“ – anglicky Double Byte Character Set Lead Byte) je na serveru Unicode.
| CP932 | CP932  | CP932   | CP932 | CP932 | CP932   | CP932 | CP932 | CP932   | CP932 | CP932  | CP932   |
| Hex   | Znak   | Unicode | Hex   | Znak  | Unicode | Hex   | Znak  | Unicode | Hex   | Znak   | Unicode |
| ----- | ------ | ------- | ----- | ----- | ------- | ----- | ----- | ------- | ----- | ------ | ------- |
| 0x80  | NZ     | NZ      | 0xA0  | NZ    | NZ      | 0xC0  | ﾀ     | U+FF80  | 0xE0  | DBCSLB | DBCSLB  |
| 0x81  | DBCSLB | DBCSLB  | 0xA1  | ｡     | U+FF61  | 0xC1  | ﾁ     | U+FF81  | 0xE1  | DBCSLB | DBCSLB  |
| 0x82  | DBCSLB | DBCSLB  | 0xA2  | ｢     | U+FF62  | 0xC2  | ﾂ     | U+FF82  | 0xE2  | DBCSLB | DBCSLB  |
| 0x83  | DBCSLB | DBCSLB  | 0xA3  | ｣     | U+FF63  | 0xC3  | ﾃ     | U+FF83  | 0xE3  | DBCSLB | DBCSLB  |
| 0x84  | DBCSLB | DBCSLB  | 0xA4  | ､     | U+FF64  | 0xC4  | ﾄ     | U+FF84  | 0xE4  | DBCSLB | DBCSLB  |
| 0x85  | DBCSLB | DBCSLB  | 0xA5  | ･     | U+FF65  | 0xC5  | ﾅ     | U+FF85  | 0xE5  | DBCSLB | DBCSLB  |
| 0x86  | DBCSLB | DBCSLB  | 0xA6  | ｦ     | U+FF66  | 0xC6  | ﾆ     | U+FF86  | 0xE6  | DBCSLB | DBCSLB  |
| 0x87  | DBCSLB | DBCSLB  | 0xA7  | ｧ     | U+FF67  | 0xC7  | ﾇ     | U+FF87  | 0xE7  | DBCSLB | DBCSLB  |
| 0x88  | DBCSLB | DBCSLB  | 0xA8  | ｨ     | U+FF68  | 0xC8  | ﾈ     | U+FF88  | 0xE8  | DBCSLB | DBCSLB  |
| 0x89  | DBCSLB | DBCSLB  | 0xA9  | ｩ     | U+FF69  | 0xC9  | ﾉ     | U+FF89  | 0xE9  | DBCSLB | DBCSLB  |
| 0x8A  | DBCSLB | DBCSLB  | 0xAA  | ｪ     | U+FF6A  | 0xCA  | ﾊ     | U+FF8A  | 0xEA  | DBCSLB | DBCSLB  |
| 0x8B  | DBCSLB | DBCSLB  | 0xAB  | ｫ     | U+FF6B  | 0xCB  | ﾋ     | U+FF8B  | 0xEB  | DBCSLB | DBCSLB  |
| 0x8C  | DBCSLB | DBCSLB  | 0xAC  | ｬ     | U+FF6C  | 0xCC  | ﾌ     | U+FF8C  | 0xEC  | DBCSLB | DBCSLB  |
| 0x8D  | DBCSLB | DBCSLB  | 0xAD  | ｭ     | U+FF6D  | 0xCD  | ﾍ     | U+FF8D  | 0xED  | DBCSLB | DBCSLB  |
| 0x8E  | DBCSLB | DBCSLB  | 0xAE  | ｮ     | U+FF6E  | 0xCE  | ﾎ     | U+FF8E  | 0xEE  | DBCSLB | DBCSLB  |
| 0x8F  | DBCSLB | DBCSLB  | 0xAF  | ｯ     | U+FF6F  | 0xCF  | ﾏ     | U+FF8F  | 0xEF  | DBCSLB | DBCSLB  |
| 0x90  | DBCSLB | DBCSLB  | 0xB0  | ｰ     | U+FF70  | 0xD0  | ﾐ     | U+FF90  | 0xF0  | DBCSLB | DBCSLB  |
| 0x91  | DBCSLB | DBCSLB  | 0xB1  | ｱ     | U+FF71  | 0xD1  | ﾑ     | U+FF91  | 0xF1  | DBCSLB | DBCSLB  |
| 0x92  | DBCSLB | DBCSLB  | 0xB2  | ｲ     | U+FF72  | 0xD2  | ﾒ     | U+FF92  | 0xF2  | DBCSLB | DBCSLB  |
| 0x93  | DBCSLB | DBCSLB  | 0xB3  | ｳ     | U+FF73  | 0xD3  | ﾓ     | U+FF93  | 0xF3  | DBCSLB | DBCSLB  |
| 0x94  | DBCSLB | DBCSLB  | 0xB4  | ｴ     | U+FF74  | 0xD4  | ﾔ     | U+FF94  | 0xF4  | DBCSLB | DBCSLB  |
| 0x95  | DBCSLB | DBCSLB  | 0xB5  | ｵ     | U+FF75  | 0xD5  | ﾕ     | U+FF95  | 0xF5  | DBCSLB | DBCSLB  |
| 0x96  | DBCSLB | DBCSLB  | 0xB6  | ｶ     | U+FF76  | 0xD6  | ﾖ     | U+FF96  | 0xF6  | DBCSLB | DBCSLB  |
| 0x97  | DBCSLB | DBCSLB  | 0xB7  | ｷ     | U+FF77  | 0xD7  | ﾗ     | U+FF97  | 0xF7  | DBCSLB | DBCSLB  |
| 0x98  | DBCSLB | DBCSLB  | 0xB8  | ｸ     | U+FF78  | 0xD8  | ﾘ     | U+FF98  | 0xF8  | DBCSLB | DBCSLB  |
| 0x99  | DBCSLB | DBCSLB  | 0xB9  | ｹ     | U+FF79  | 0xD9  | ﾙ     | U+FF99  | 0xF9  | DBCSLB | DBCSLB  |
| 0x9A  | DBCSLB | DBCSLB  | 0xBA  | ｺ     | U+FF7A  | 0xDA  | ﾚ     | U+FF9A  | 0xFA  | DBCSLB | DBCSLB  |
| 0x9B  | DBCSLB | DBCSLB  | 0xBB  | ｻ     | U+FF7B  | 0xDB  | ﾛ     | U+FF9B  | 0xFB  | DBCSLB | DBCSLB  |
| 0x9C  | DBCSLB | DBCSLB  | 0xBC  | ｼ     | U+FF7C  | 0xDC  | ﾜ     | U+FF9C  | 0xFC  | NZ     | NZ      |
| 0x9D  | DBCSLB | DBCSLB  | 0xBD  | ｽ     | U+FF7D  | 0xDD  | ﾝ     | U+FF9D  | 0xFD  | NZ     | NZ      |
| 0x9E  | DBCSLB | DBCSLB  | 0xBE  | ｾ     | U+FF7E  | 0xDE  | ﾞ     | U+FF9E  | 0xFE  | NZ     | NZ      |
| 0x9F  | DBCSLB | DBCSLB  | 0xBF  | ｿ     | U+FF7F  | 0xDF  | ﾟ     | U+FF9F  | 0xFF  | NZ     | NZ      |